# 北きつね牧場

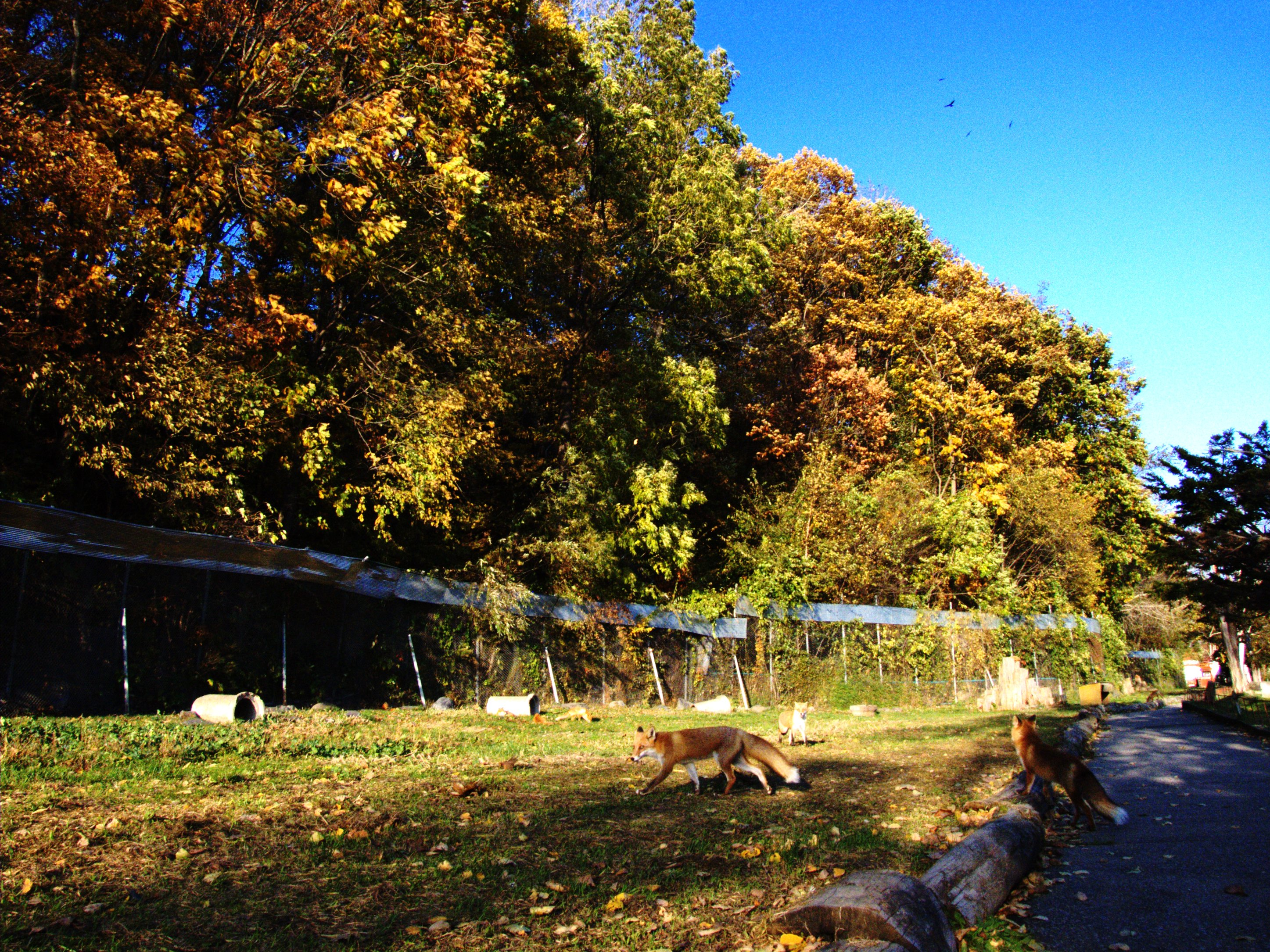
牧場の中のキツネ

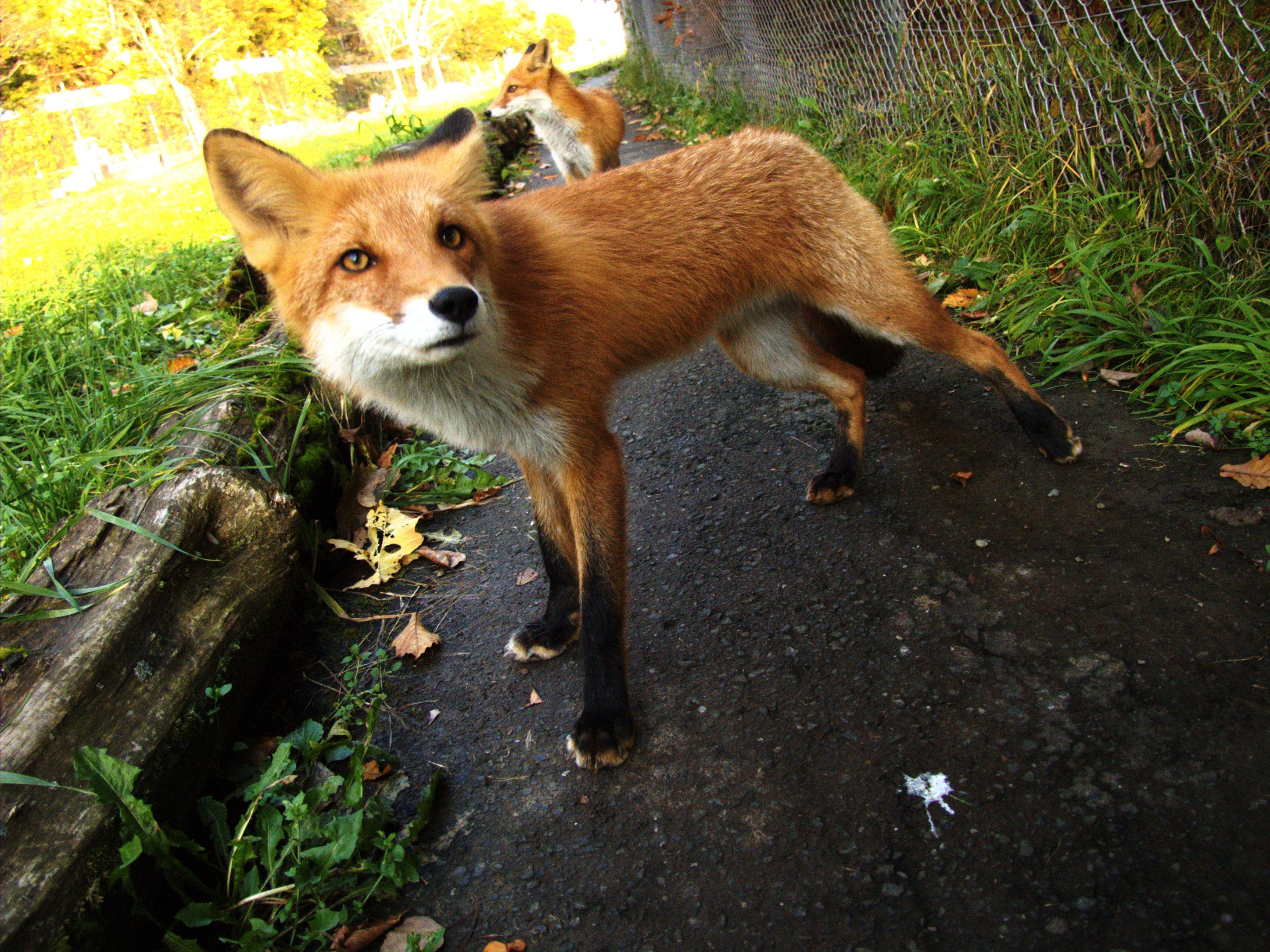
近寄るキツネ

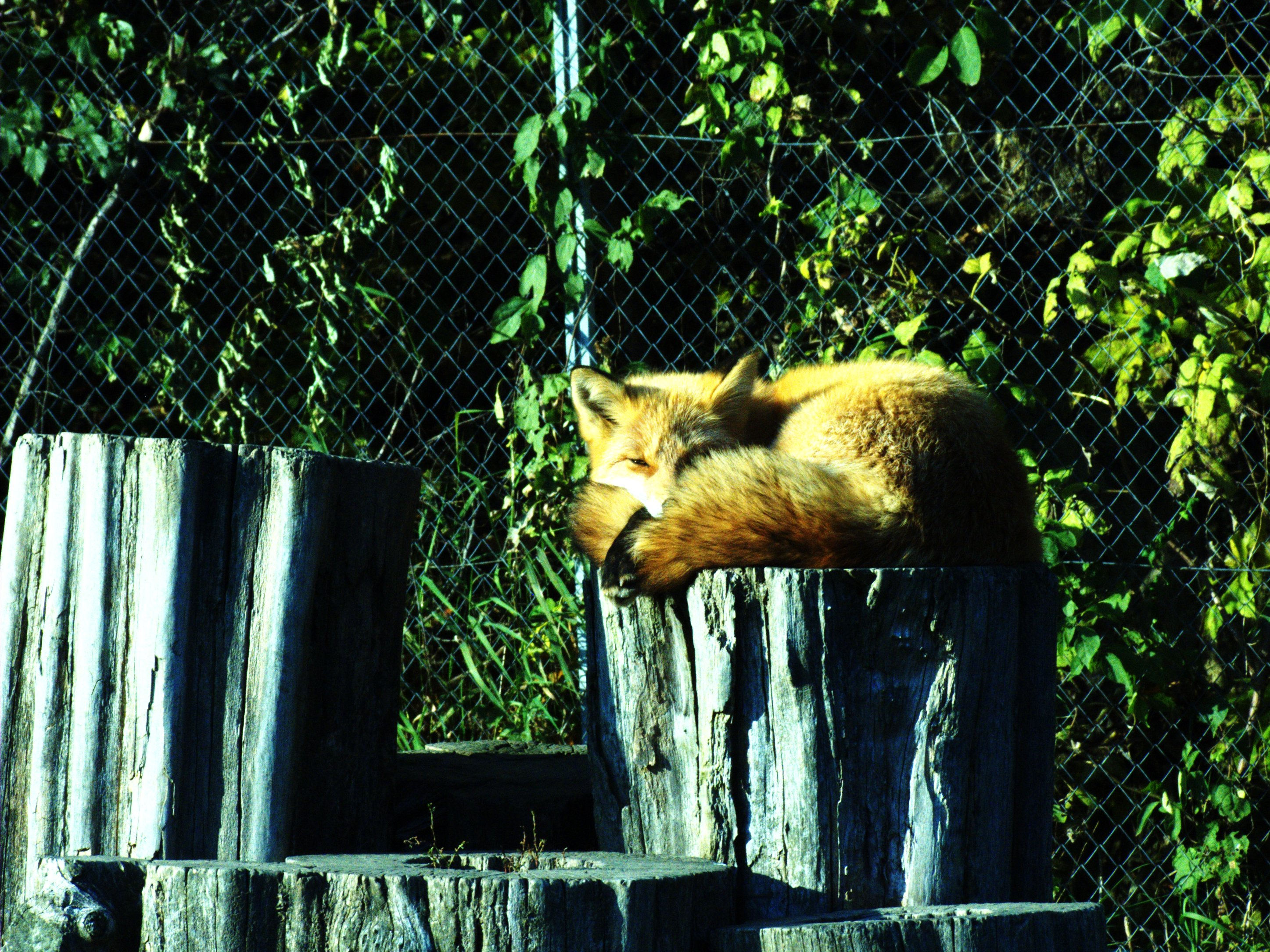
台の上のキツネ

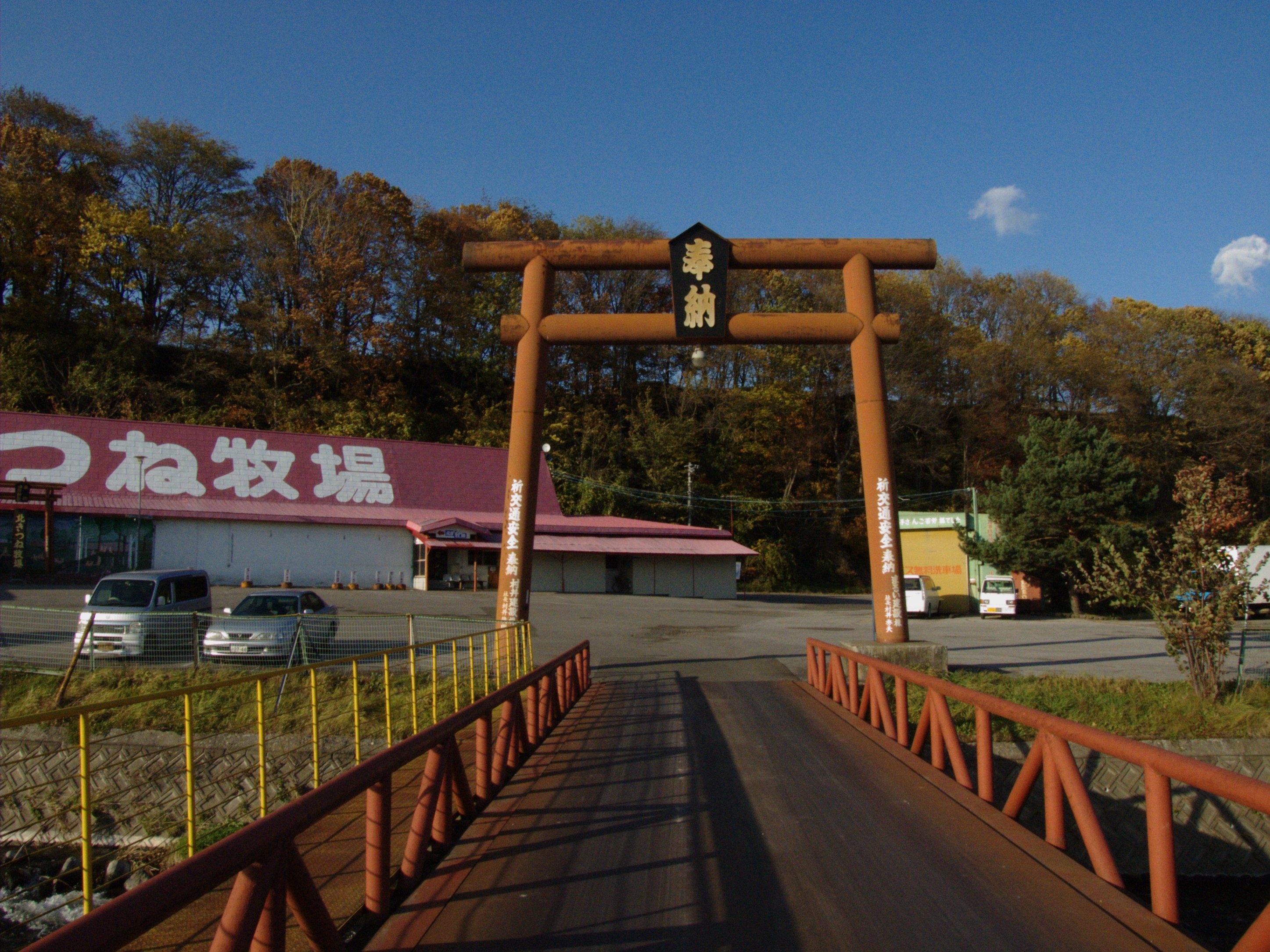
旧入口に設置されていた鳥居

北きつね牧場（きたきつねぼくじょう）は、北海道北見市留辺蘂町（旧：常呂郡留辺蘂町）花丘地区にあるキツネ専門の動物園。温根湯温泉を代表する観光スポットの一つ。
開設は1983年（昭和58年）で、現在は株式会社フォックスが運営している。

## 概要
温根湯温泉の温泉街から徒歩圏内の場所に位置し、石北峠付近を源流として温泉街を流れる無加川の左岸の丘陵地帯の一角にある。総面積60,000m2の敷地の周囲をフェンスで囲み、その中で野生に近い状態で60匹以上のキツネ（キタキツネ中心だが、一部、銀ギツネやエゾタヌキなどもいる）を放し飼いにしている。
見学客は敷地内に張り巡らされた遊歩道を利用して、キツネたちの生態を観察することが出来る。時にはキツネ自身が観光客のそばまで寄り添ってくることもあるが、原則として、観光客による餌やりはしない、キツネには触ってはいけないとしている。
春には毎年のように子ギツネたちが産まれ、春先から秋にかけては子ギツネ専用の飼育ケージで可愛い姿を見ることもできる。以前はエゾシカ、ウサギなども飼育されていたことがある。牧場そばの無加川沿いには清流花園があり、牧場の敷地内を含めてシバザクラやラベンダー、ヒマワリやルピナスをはじめとして、季節ごとの様々な美しい花々が咲く。
売店棟には土産物店があり、オホーツク海の海産物や地元の農産品、アイスクリームや北海道の銘菓類、さらにぬいぐるみをはじめとするキタキツネのキャラクターグッズなどを販売している。
周辺にはおんねゆ温泉 山の水族館や道の駅おんねゆ温泉などの観光スポットがある。

## 主な施設
- 遊歩道
- 子ギツネ専用飼育ハウス
- 北きつね神社（1994年頃以降は丘陵部分への立ち入りが安全性への考慮から禁止されており、金網のフェンスが建てられている）
- 清流花園
- 駐車場（大型バス30台、乗用車200台）
- 売店棟
  - 土産物店
  - トイレ（30名同時使用可能）

## 交通アクセス
- 石北本線留辺蘂駅から車で約15 - 20分。
- 「温根湯」バス停留所より徒歩約10分/北見・留辺蘂方面：路線バス、旭川・層雲峡方面：都市間バス、釧路・阿寒湖方面：都市間バス

## 備考
近隣の国道39号沿いには、「くまがい北きつね牧場」というドライブインと土産物店を兼ねた観光用のキタキツネの飼育施設がある。また、かつては、北海道きつね村（別名「北海道野生王国」）という観光用のキタキツネの飼育施設もあった。現在はいずれも閉園している。

## その他
テレビドラマ『北の国から』シリーズのスペシャル版において、主人公の黒板五郎（演：田中邦衛）一家が北きつね牧場を訪れるシーンのロケが行なわれたことがある。